# Nagrada Janko Polić Kamov
Nagrada Janko Polić Kamov, nagrada je koja se od 2014. godine dodjeljuje "za najbolje književno djelo (roman, zbirka kratkih priča, poezija, drama), čije prvo izdanje mora biti objavljeno na hrvatskome jeziku i izdano kod izdavača registriranog u Republici Hrvatskoj". Nagrada je nazvana u čast hrvatskoga književnika, Janka Polića Kamova. Nagrada promiče i inovativnost, bilo u stilsko-jezičnom ili u tematskom smislu.
Nagradu je utemeljilo i dodjeljuje ju Hrvatsko društvo pisaca, a prvu nagradu 2014. godine dobio je Luka Bekavac za roman Viljevo.  

## Dobitnici
- 2014.: Luka Bekavac, za roman Viljevo.[3]
- 2015.: Marko Dejanović, za roman Karte, molim!.[4]
- 2016.: Ivana Rogar, za zbirku priča Tumačenje snova.[5]
- 2017.: Zoran Roško, za roman Minus sapiens.[2]
- 2018.: Igor Mandić, za knjigu Predsmrtni dnevnik.[6]
- 2019.: Borivoj Radaković, za roman Hoćemo li sutra u kino.[7]
- 2020.: Neven Ušumović, za knjigu Zlatna opeklina.[8]
- 2021.: Martina Vidaić, za zbirku poezije Trg, tržnica, nož.[9]
- 2022.: Tomislav Ribić, za zbirku poezije Dve rali zmeržnjenoga jognja.[10]